# Acide pyrophosphorique
L’acide pyrophosphorique, également appelé acide diphosphorique, est un composé chimique de formule H4P2O7. Il s'agit de l'anhydride de l'acide phosphorique H3PO4. Il se présente sous forme d'un solide incolore, inodore et hygroscopique, soluble dans l'eau H2O, l'éther diéthylique (C2H5)2O et l'éthanol C2H5OH. En présence d'humidité, il s'hydrolyse lentement en acide phosphorique :
H4P2O7 + H2O → 2 H3PO4.
L'acide pyrophosphorique est un acide minéral moyennement fort, dont les anions, sels et esters sont appelés pyrophosphates. Il est corrosif, mais n'est pas connu pour être toxique.
Les sels métalliques de cet acide sont utilisés comme additif alimentaire appelé E450 dans la législation européenne. Ils sont utilisés comme émulsifiant, stabilisant, régulateur de l'acidité, agent levant, séquestrant et agent de rétention d'eau/d'humidité.